# Monsit Khamsoi
Boonteng Kaewseenual, conocido artísticamente como Monsit Khamsoi (Thai: มนต์สิทธิ์ คำสร้อย) (30 de abril de 1964 -), es un actor y cantante tailandés. Fue popular en los años 1996 y 2007. 

## Carrera
Conoció al DJ Monrak Klinbupha, quien lo llevó a muchos sellos, pero esto no sucedió. En 1995, trabajó como cantante de Sure Entertainment y grabó su primer álbum de estudio "Khai Kwai Chuai Mae", y en 1996, su segundo álbum "Sang Nang", que fue un éxito. Las canciones de este álbum fueron cubiertas por artistas como Jod Mai Phid Song.

## Discografía
- 1995 - "Khai Kwai Chuai Mae" (ขายควายช่วยแม่)
- 1996 - "Sang Nang" (สั่งนาง)
- 1997 - "Kid Tueng Jang Loey" (คิดถึงจังเลย)
- 1998 - "Ko Sam Phi" (โกสัมพี)
- 1999 - "Kam Lang Jai" (กำลังใจ)
- 2001 - "Dok Mai Hai Khoon" (ดอกไม้ให้คุณ)
- 2002 - "Pha Poo Tieang" (ผ้าปูเตียง)
- 2007 - "Rong Siea Hai Phoe" (ร้องเสียให้พอ)